# 湯山勇
湯山 勇（ゆやま いさむ、1912年1月18日 - 1984年6月16日）は、日本の政治家。衆議院議員（7期）、参議院議員（1期）。

## 経歴
愛媛県宇摩郡別子山村出身。愛媛師範学校を首席で卒業後、愛媛県内の北予中学校、愛媛師範学校、松山高等女学校などで教師を務めた。戦後、愛媛県教職員組合が結成されるとこれに参加し1951年に委員長に就任、翌1952年には愛媛地方労働組合評議会議長にもなる。
1953年の参議院選挙に愛媛県選挙区から出馬（日本教職員政治連盟）し初当選する。勤評闘争では強硬姿勢を取った愛媛県知事久松定武を相手に激しく抵抗し、1958年には参議院文教委員長となったが1959年の参院選で落選する。翌1960年の総選挙で愛媛1区に鞍替え出馬して衆院議員2期を務めた後、1967年と1971年2回連続、愛媛県知事選挙に出馬するも落選。1972年の総選挙で再度衆院議員に復帰し以後5期務める。この間1976年には衆議院災害対策特別委員長となった。
衆議院議員在任中の1984年6月16日死去、72歳。死没日をもって勲二等旭日重光章追贈、正四位に叙される。国会議員として初めて解剖実習用に遺体を献体、愛媛大学医学部で扱われた。
1958年に鳩山一郎に教育委員任命制について質問したことは石川達三『人間の壁』で取り上げられている。
1980年（昭和55年）、廃園の危機にあったスウェーデンのリンネ記念植物園の存続に貢献し、同植物園からリンネ・メダルが授与された。また、1982年（昭和57年）には北条市の腰折山で夫人とともにイヨスミレを再発見するなど、スミレの愛好家としても知られた。